# Nilgün Belgün
Nilgün Belgün (Istanbul, 18 de març de 1953) és una actriu de teatre, sèries de televisió i cinema turca.
Belgün diu que una de les seves àvies, la paterna, és Rum (grega de Turquia).